# Пуерто-Кабельйо
Пуерто-Кабельйо (ісп. Puerto Cabello) — місто в штаті Карабобо, Венесуела. Населення — 201 тисяча жителів (2001).

## Географія
Місто розташоване на березі затоки Трісте Карибського моря, за 30 км на північ від столиці штату Валенсії. 

### Клімат
Місто лежить у зоні, котра характеризується кліматом тропічних саван. Найтепліший місяць — вересень із середньою температурою 27.8 °C (82 °F). Найхолодніший місяць — лютий, із середньою температурою 25.6 °С (78 °F).
| Клімат Пуерто-Кабельйо  | Клімат Пуерто-Кабельйо | Клімат Пуерто-Кабельйо | Клімат Пуерто-Кабельйо | Клімат Пуерто-Кабельйо | Клімат Пуерто-Кабельйо | Клімат Пуерто-Кабельйо | Клімат Пуерто-Кабельйо | Клімат Пуерто-Кабельйо | Клімат Пуерто-Кабельйо | Клімат Пуерто-Кабельйо | Клімат Пуерто-Кабельйо | Клімат Пуерто-Кабельйо | Клімат Пуерто-Кабельйо |
| Показник                | Січ.                   | Лют.                   | Бер.                   | Квіт.                  | Трав.                  | Черв.                  | Лип.                   | Серп.                  | Вер.                   | Жовт.                  | Лист.                  | Груд.                  | Рік                    |
| Абсолютний максимум, °C | 32                     | 32                     | 32                     | 33                     | 33                     | 33                     | 33                     | 33                     | 34                     | 35                     | 34                     | 32                     | 35                     |
| Середній максимум, °C   | 30                     | 29                     | 30                     | 30                     | 30                     | 30                     | 30                     | 31                     | 31                     | 31                     | 30                     | 30                     | 30                     |
| Середня температура, °C | 26                     | 25                     | 26                     | 26                     | 26                     | 26                     | 26                     | 27                     | 27                     | 28                     | 26                     | 26                     | 26                     |
| Середній мінімум, °C    | 22                     | 22                     | 22                     | 23                     | 23                     | 23                     | 23                     | 23                     | 23                     | 25                     | 23                     | 23                     | 23                     |
| Абсолютний мінімум, °C  | 17                     | 18                     | 18                     | 21                     | 20                     | 21                     | 21                     | 21                     | 21                     | 21                     | 20                     | 18                     | 17                     |
| Норма опадів, мм        | 90                     | 30                     | 10                     | 40                     | 80                     | 70                     | 100                    | 90                     | 60                     | 60                     | 90                     | 100                    | 880                    |
| Днів з дощем            | 6                      | 2                      | 1                      | 3                      | 5                      | 5                      | 7                      | 6                      | 4                      | 4                      | 6                      | 6                      | 60                     |
| Вологість повітря, %    | 77                     | 77                     | 76                     | 78                     | 78                     | 77                     | 77                     | 76                     | 77                     | 77                     | 79                     | 79                     | 77                     |
| ----------------------- | ---------------------- | ---------------------- | ---------------------- | ---------------------- | ---------------------- | ---------------------- | ---------------------- | ---------------------- | ---------------------- | ---------------------- | ---------------------- | ---------------------- | ---------------------- |
| Джерело: Weatherbase    |                        |                        |                        |                        |                        |                        |                        |                        |                        |                        |                        |                        |                        |

## Економіка
У місті розташовані: великий сучасний порт, корабельня, доки, аеропорт, залізничний термінал. Центр рибальства, перероблювання м'яса, відвантаження бавовни, какао, кави, копри.